# Никодим (Пиперов)
Митрополит Никодим (в миру Николай Николов Пиперов; 18 (30) января 1895, Русе — 23 января 1980, Сливен) — епископ Болгарской православной церкви, митрополит Сливенский.

## Биография
Родился 18 (30) января 1895 года в Русе.
С отличием окончил Софийскую духовную семинарию, а затем Оксфордский университет со степенью бакалавра по богословию.
После возвращения в Болгарию, в 1925—1927 годы служил протосингелом Пловдивской митрополии.
С 11 июля 1927 по 31 июля 1929 года — игумен Бачковского монастыря.
В 1929—1936 годы преподавал в Пловдивской духовной семинария.
С 1936 по 1938 год — вновь протосингел Пловдивской митрополии.
29 января 1939 года рукоположён в титулярного епископа Стобийского.
В 1939 году назначен главным секретарём Священного Синода Болгарской православной церкви в данной должности оставался до 1941 года.
В 1941 году назначен ректором Пловдивской духовной семинарии. Ему выпала трудная задача эвакуировать семинарию во время войны в Бачковский монастырь из-за бомбардировок.
6 июля 1947 года избран митрополитом Сливенским.
Митрополит Никодим запомнился современникам как скромный, эрудированный архиерей с широкими культурными интересами. Владел несколькими европейскими языками. Имел репутацию англофила, был сторонником сближения с Англиканской церковью и широких экуменических контактов. Благодаря этому был избран Экзархом Стефаном (Шоковым), приверженцем экуменических идей, в состав делегации Болгарской Православной Церкви на Всеправославном совещании в июле 1948 года.
На его долю выпало управлять митрополией во время наступления первой волны безбожия. Тем не менее, все эти годы он не перестаёт заниматься письменными трудами.
Скончался 23 января 1980 года в Сливене.

## Сочинения
1. «Действительность англиканского рукоположения» Архивная копия от 30 января 2013 на Wayback Machine, доклад на Совещании глав Православных Церквей. Москва, 1948 г.
2. «Някои впечатления от Русия», сентябрь 1948, «Църковен вестник», № 29-30.
3. «До негово превъзходителство генералисимус Й. В. Сталин от Светия Синод», 12 дек. 1949, «Църковен вестник», № 43-44.
4. «Коледно послание от Светия Синод», 01 января 1951, «Църковен вестник», № 1-3.
5. «Великденско послание от Светия Синод», 12 апреля 1952, «Църковен вестник», № 17-18.